# World Cleanup Day

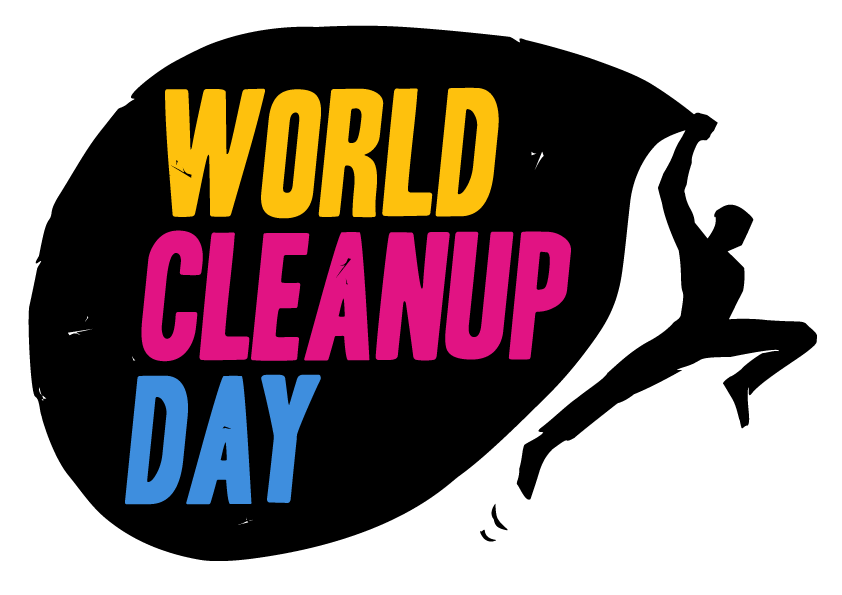
Logo World Cleanup Day

World Cleanup Day (WDC, Dzień Sprzątania Świata) to międzynarodowy program działań społecznych, mający na celu ograniczenie i likwidację globalnego problemu odpadów stałych, które zostały pozostawione i zalegają w nieprzeznaczonych do tego miejscach (np. w lesie, na ulicy, w zbiornikach wodnych itp.). Program ten organizowany jest pod nazwą WCD od 2018 roku, jednak jego początki sięgają roku 2008.
Podczas akcji WCD najpierw mapowane są miejsca, w których znajduje się duża ilość odpadów oraz nielegalne składowiska odpadów. Następnie wolontariusze i lokalne organizacje partnerskie sprzątają te wcześniej określone miejsca. Pojedyncza globalna akcja obejmuje wszystkie strefy czasowe i trwa około 36 godzin – rozpoczyna się w Nowej Zelandii, a kończy na Hawajach. W roku 2018 w akcji wzięło około 18 milionów wolontariuszy ze 157 krajów.
Najbliższa edycja akcji odbędzie się 16 września 2023 roku i zbiega się w czasie z akcją Sprzątania Świata(15-17 września). W poprzednich latach termin pokrywał się też z  Globalnym Tygodniem Protestu dla Klimatu oraz Międzynarodowym Dniem Pokoju.

## Cele akcji
Celem akcji Światowego Dnia Sprzątania było zaangażowanie minimum 5% światowej populacji (około 380 milionów ludzi) do bardziej świadomego dbania o środowisko. Choć w 2018 r. cel ten nie został osiągnięty, do WCD dołączyło bezpośrednio 18 milionów ludzi na całym świecie.
Główny organizator WCD, organizacja Let’s Do It! World, wyznacza sobie za cel przeciwdziałanie globalnej epidemii odpadów. Akcja WCD organizowana jest w celu podniesienia globalnej świadomości i wprowadzenia trwałych zmian, aby raz na zawsze zakończyć kryzys związany z odpadami stałymi. Ma to z kolei wspomóc przejście do lepszego, Środowiskowego zarządzania zasobami i inspirowanie do mądrzejszych wyborów w zakresie projektowania, produkcji i konsumpcji. Działania te wspomagają tworzenie Gospodarki Obiegu Zamkniętego.

## Historia i organizatorzy
Pierwszy WCD odbył się 15 września 2018 r., ale swój sukces zawdzięcza wielu wcześniejszym globalnym akcjom sprzątania świata.
Idea WCD miała początek Estonii w 2008 roku, kiedy założona w tym samym roku organizacja Let’s Do It! World rozpoczęła akcję „Let’s Do It 2008”. Akcja ta zrzeszyła ponad 50 000 wolontariuszy, którzy w ciągu pięciu godzin zebrali 10 000 ton nielegalnych odpadów w całym kraju.
Dziś ruch rozrósł się do sieci 169 krajów i terytoriów. W Światowym Dniu Sprzątania w 2018 r. uczestniczyło 157 krajów, w których zgłoszono 17,8 miliona osób. Szacuje się, że na całym świecie zebrano wtedy ponad 88 500 ton odpadów.

## Uczestnicy
Uczestnikami WCD są zazwyczaj wolontariusze, koordynowani przez lokalne organizacje pozarządowe, które pomagają w logistyce, zbieraniu funduszy i rozpowszechnianiu informacji dotyczących tej akcji. W akcje pośrednio angażowane są też niektóre lokalne organizacje samorządowe, artyści, politycy oraz lokalne przedsiębiorstwa w ramach projektów Odpowiedzialności Korporacyjnej za Środowisko.

## World Cleanup Day w Polsce
W Polsce World Cleanup Day odbył się po raz pierwszy w 2018 roku. Wzięło w nim wtedy udział 420 wolontariuszy, co stanowiło mniej niż 1% populacji. W całej Europie w 2018 r. udział wzięło 2 877 609 wolontariuszy, co stanowi 0,42% całej populacji. Kraje, w których w akcji wziął udział największy odsetek ludności to Kosowo – 10,22%, Bułgaria – 5,81% i Łotwa – 5,2%.